# Liste de partide politice din diferite țări
 Listă de partide din Angola -  Listă de partide din Chile -  Listă de partide din India -  Listă de partide din Maroc - ¨¨ Listă de partide din România -  Listă de partide din Senegal -  Listă de partide din Țările de Jos (Olanda) -  Listă de partide din Ungaria